# Dawn McEwen
Dawn McEwen, född den 3 juli 1980 i Ottawa, Kanada, är en kanadensisk curlingspelare.
Hon tog OS-guld i damernas curlingturnering i samband med de olympiska curlingtävlingarna 2014 i Sotji.